# Arab as-Sawáhira
Arab as-Sawáhira (arabsky عرب السواحرة‎, hebrejsky ערב אל סוואחרה‎) je arabská čtvrť v jihovýchodní části Jeruzaléma v Izraeli, ležící ve Východním Jeruzalému, tedy v části města, která byla okupována Izraelem v roce 1967 a začleněna do hranic města.

## Geografie
Leží v nadmořské výšce cca 700 metrů, cca 3,5 kilometru jihojihovýchodně od Starého Města. Na severu s ní sousedí arabská čtvrť as-Sawáhira al-Gharbíja a Džebel Mukabir, na jihu arabská Umm Lísún. Na východě židovská čtvrť Talpijot Mizrach. Leží na okraji Judské pouště na hornatém hřbetu, který na jihu prudce spadá do údolí vádí Nachal Darga, na východě do hlubokého kaňonu Nachal Kidron. Východně od čtvrtě pocházejí městské hranice Jeruzaléma, které přibližně sleduje také Izraelská bezpečnostní bariéra. Ta odděluje další arabskou zástavbu východně odtud s rozptýlenými vesnicemi jako as-Sawáhira aš-Šarqíja. Arab as-Sawáhira leží na dotyku se Zelenou linií, která do roku 1967 rozdělovala Jeruzalém.

## Dějiny
Na konci první arabsko-izraelské války byla tato lokalita v rámci dohod o příměří z roku 1949 začleněna do území okupovaného Jordánskem. V roce 1967 byla okupována Izraelem a stala se městskou částí Jeruzaléma.